# 竹下登
竹下登（日语：／ Takeshita Noboru，1924年2月26日—2000年6月19日），日本政治家，出生在島根縣飯石郡掛合村（現在的雲南市），1941年從島根縣松江市初中畢業，1947年9月，早稻田大學商學士（早稻田大學）畢業。曾於1987年至1989年出任日本內閣總理大臣。漫畫家影木榮貴（本名：內藤榮子）和日本樂隊BREAKERZ主音DAIGO（本名：內藤大湖）是他的外孫女及外孫。

## 政治生涯
1985年9月22日，時任大藏大臣的竹下登贊成與美國等國簽訂廣場協議控制日圓匯率。1987年7月4日，田中派分裂，竹下登从田中派中拉出大半人马成立竹下派，竹下派的骨干为：桥本龙太郎、小渊惠三、小泽一郎、羽田孜、梶山静六、渡部恒三、奥田敬和，他们七人日后都成为日本政坛上赫赫有名的大人物（羽田孜、桥本龙太郎、小渊惠三曾先后出任日本首相，小泽一郎则多次出任反對党領袖，梶山静六曾任官房长官，渡部恒三曾任众议院副议长，奥田敬和曾任邮政大臣。），田中派剩余议员则组成二阶堂进派。
同年10月20日，中曾根康弘指定竹下登为自民党总裁。11月6日，第三届中曾根内阁总辞职，竹下登同日成为日本第74任，第46位首相。1989年1月7日昭和天皇駕崩，他便成為最後一位於昭和時代就任的首相。

## 下台

### 里库路特醜聞
1988年，日本战后四大政治丑闻之一的“里库路特丑闻”（另三个是昭和电工事件、造船丑闻事件、洛克希德事件）爆发。除竹下登外，自民黨內有13名要員先後被捲入此風波：
- 中曾根派会长、前首相中曾根康弘
- 宫泽派会长、副首相兼大藏大臣宫泽喜一
- 安倍派会长、自民党干事长安倍晋太郎
- 自民党要人前众议院议长原健三郎
- 竹下派骨干桥本龙太郎
- 中曾根派骨干、自民党政务调查会会长渡边美智雄
- 宫泽派骨干加藤纮一
- 安倍派骨干森喜朗
- 竹下派小渊惠三
- 竹下派梶山静六
- 竹下派小泽一郎
- 安倍派加藤六月
- 安倍派盐川正十郎

後來竹下登的秘書自殺，此案死無對證。至此，自民党五大派中除了河本派，其他四派自会长以下所有要员全部涉及此案，自民党声誉一落千丈。副首相兼大藏大臣宫泽喜一、法务大臣长谷川峻、经济企划厅长官原田宪先后被迫辞职，中曾根康弘也被迫辞去中曾根派会长职务。1989年6月3日，竹下登率領內閣總辭职。
作为当时自民党第一大派阀经世会实际上的领袖，竹下登在1989年辞职后依旧保持了对日本政坛的影响力。1996年社会党籍的首相村山富市辞职后，继任的两位首相桥本龙太郎和小渊惠三皆为经世会成员。至2000年4月，小渊惠三因中风离职并在次月去世后，竹下登对日本政坛的影响力才消散。竹下登本人也在2000年6月卸任众议员议员并去世。

## 荣誉

### 日本勋章奖章
- 大勋位菊花大绶章（2000年6月）

### 外国勋章奖章
- 修交勋章光化大章（韩国，1995年12月15日批准[1]）